# Nguyễn Sĩ Chung
Nguyễn Sĩ Chung hay Nguyễn Sỹ Chung là nam nghệ sĩ ưu tú, đạo diễn, nhà biên kịch phim tài liệu người Việt Nam. Ồng được biết đến với bộ phim tài liệu Chốn quê.

## Tác phẩm
| Năm  | Tựa đề                                      | Biên kịch            | Đạo diễn               | Vai trò khác  | Chú thích           |
| ---- | ------------------------------------------- | -------------------- | ---------------------- | ------------- | ------------------- |
| 1969 | Ngã ba Đồng Lộc                             |                      |                        |               | [ 4 ]               |
| 1970 | Dòng điện không bao giờ tắt                 | cùng với Đào Lê Bình | Đào Lê Bình            |               | [ 5 ] [ 4 ]         |
| 1970 | Lá thư Hòa Xá                               | Biên kịch            | Có                     |               | [ 6 ]               |
| 1971 | Chiếc gậy Trường Sơn                        | Có                   |                        |               | [ 7 ]               |
| 1985 | Cùng một dòng suy nghĩ                      |                      |                        |               | [ 8 ]               |
|      | Nhà bên hồ - Haus am See                    | Nguyễn Như Vũ        | Nguyễn Như Vũ          |               | (danh đề: Sĩ Chung) |
| 1997 | Một thời để nhớ                             |                      |                        | Viết lời bình | [ 4 ]               |
| 1997 | Dấu ấn thế kỷ                               |                      |                        | Viết lời bình | [ 4 ]               |
| 1997 | Chuyện voi ở Bản Đôn                        |                      |                        | Viết lời bình | [ 4 ]               |
| 2000 | Cao nguyên đá                               | Không                | Lê Mạnh Thích          | Biên tập      |                     |
| 2001 | Chốn quê                                    | Có                   | Có                     | Viết lời bình |                     |
| 2001 | Những người trong truyện                    | Có                   | Thanh Loan             |               |                     |
| 2001 | Chữ trên sóng                               | Có                   | Vương Khánh Luông      |               |                     |
| 2001 | Hồ Chí Minh Niềm tin thế kỷ                 | Có                   | Nguyễn Thước           |               | [ b ]               |
| 2002 | Thang đá ngược ngàn                         |                      | Lê Hồng Chương         | Biên tập      | [ b ]               |
| 2002 | ⁨Sự nhọc nhằn của cát                        |                      | Nguyễn Thước           | Biên tập      | [ b ]               |
| 2004 | Gầm cầu mặt nước                            | Có                   | Có                     |               |                     |
| 2007 | Hành trình cùng cách mạng                   |                      |                        |               | [ 4 ]               |
| 2007 | Sống giữa niềm tin                          | Có                   | Lâm Quang Ngọc         |               |                     |
| 2008 | Đất lạnh                                    | Có                   | Nguyễn Thước           |               |                     |
| 2009 | Ký ức Trường Sơn                            | Có                   | Lê Hồng Chương         |               |                     |
| 2010 | Vọng khúc ngàn năm                          |                      | cùng với Trần Văn Thủy |               |                     |
| 2015 | Đường hạnh phúc                             | Có                   |                        |               |                     |
| 2016 | Bác Hồ ở Thái Lan                           | Có                   |                        |               |                     |
| 2016 | Một nét danh nhân                           |                      |                        |               | [ 4 ]               |
| 2017 | Sắc hương Hà Nội                            |                      | Có                     |               |                     |
| 2018 | Chủ tịch Hồ Chí Minh với ba nước Đông Dương | cùng với Lê Thi      |                        |               |                     |
| 2021 | Hóa giải                                    | Có                   |                        |               | [ 4 ] [ c ]         |
| 2022 | Ký ức tháng 12 năm 1972                     | Có                   |                        |               | [ 4 ]               |
| 2022 | Sinh năm 1972                               |                      |                        |               | [ 9 ]               |
| 2023 | Bác Hồ với điện ảnh                         | Có                   | Trịnh Quang Tùng       |               | [ d ]               |

## Giải thưởng
| Năm  | Giải thưởng                                                                    | Hạng mục            | Tác phẩm                 | Vai trò                              | Kết quả                | Chú thích    |
| ---- | ------------------------------------------------------------------------------ | ------------------- | ------------------------ | ------------------------------------ | ---------------------- | ------------ |
| 2001 | Liên hoan Phim châu Á - Thái Bình Dương lần thứ 46                             | Phim tài liệu       | Chốn quê                 | Biên kịch - Đạo diễn - Viết lời bình | Phim tài liệu xuất sắc | [ 3 ] [ 10 ] |
| 2001 | Giải thưởng Hội Điện ảnh Việt Nam 2001                                         | Phim tài liệu nhựa  | Chốn quê                 | Biên kịch - Đạo diễn - Viết lời bình | Giải A                 | [ 3 ] [ 11 ] |
| 2001 | Giải thưởng Hội Điện ảnh Việt Nam 2001                                         | Phim tài liệu video | Niềm tin thế kỷ          | Biên kịch                            | Giải B                 |              |
| 2001 | Giải thưởng Hội Điện ảnh Việt Nam 2001                                         | Phim tài liệu video | Những người trong truyện | Biên kịch                            | Giải B                 |              |
| 2001 | Liên hoan phim Việt Nam lần thứ 13                                             | Phim tài liệu       | Chốn quê                 |                                      | Bằng khen              | [ 12 ]       |
| 2009 | Liên hoan phim Việt Nam lần thứ 16                                             | Phim tài liệu       | Đất lạnh                 | Viết lời bình                        | Bông sen vàng          | [ 3 ]        |
| 2009 | Giải Cánh diều 2008                                                            | Phim tài liệu       | Đất lạnh                 | Viết lời bình                        | Cánh diều Bạc          | [ 3 ]        |
| 2022 | Sáng tác văn học nghệ thuật về Chiến thắng "Hà Nội - Điện Biên Phủ trên không" | Phim tài liệu       | Sinh năm 1972            |                                      | Giải Đặc biệt          | [ 13 ]       |

| Năm  | Giải thưởng | Hạng mục          | Tác phẩm                                      | Vai trò               | Kết quả           | Chú thích |
| ---- | --- | ----------------- | --------------------------------------------- | --------------------- | ----------------- | --------- |
| 1999 | Liên hoan phim Việt Nam lần thứ 12                                                                                           | Lời bình xuất sắc | Một thời để nhớ, Dấu ấn thế kỷ, Voi ở bản Đôn | Viết lời bình         | Đoạt giải         | [ 3 ]     |
| 2015 | Sáng tác, quảng bá tác phẩm văn học nghệ thuật, báo chí về chủ đề "Học tập và làm theo tấm gương đạo đức Hồ Chí Minh" đợt II | Kịch bản          | Bác Hồ ở Thái Lan                             | Biên kịch             | Giải khuyên khích | [ 14 ]    |
| 2015 | Sáng tác, quảng bá tác phẩm văn học nghệ thuật, báo chí về chủ đề "Học tập và làm theo tấm gương đạo đức Hồ Chí Minh" đợt II | Kịch bản          | Đường hạnh phúc                               | Biên kịch             | Giải khuyên khích | [ 14 ]    |
| 2018 | Cuộc vận động sáng tác về "Tình đoàn kết 3 nước Việt Nam, Lào, Campuchia"                                                    | Phim tài liệu     | Chủ tịch Hồ Chí Minh với ba nước Đông Dương   | Đồng đạo diễn: Lê Thi | Giải A            | [ 15 ]    |